# 布拉戈耶夫格勒市鎮
42°1′N 23°6′E / 42.017°N 23.100°E

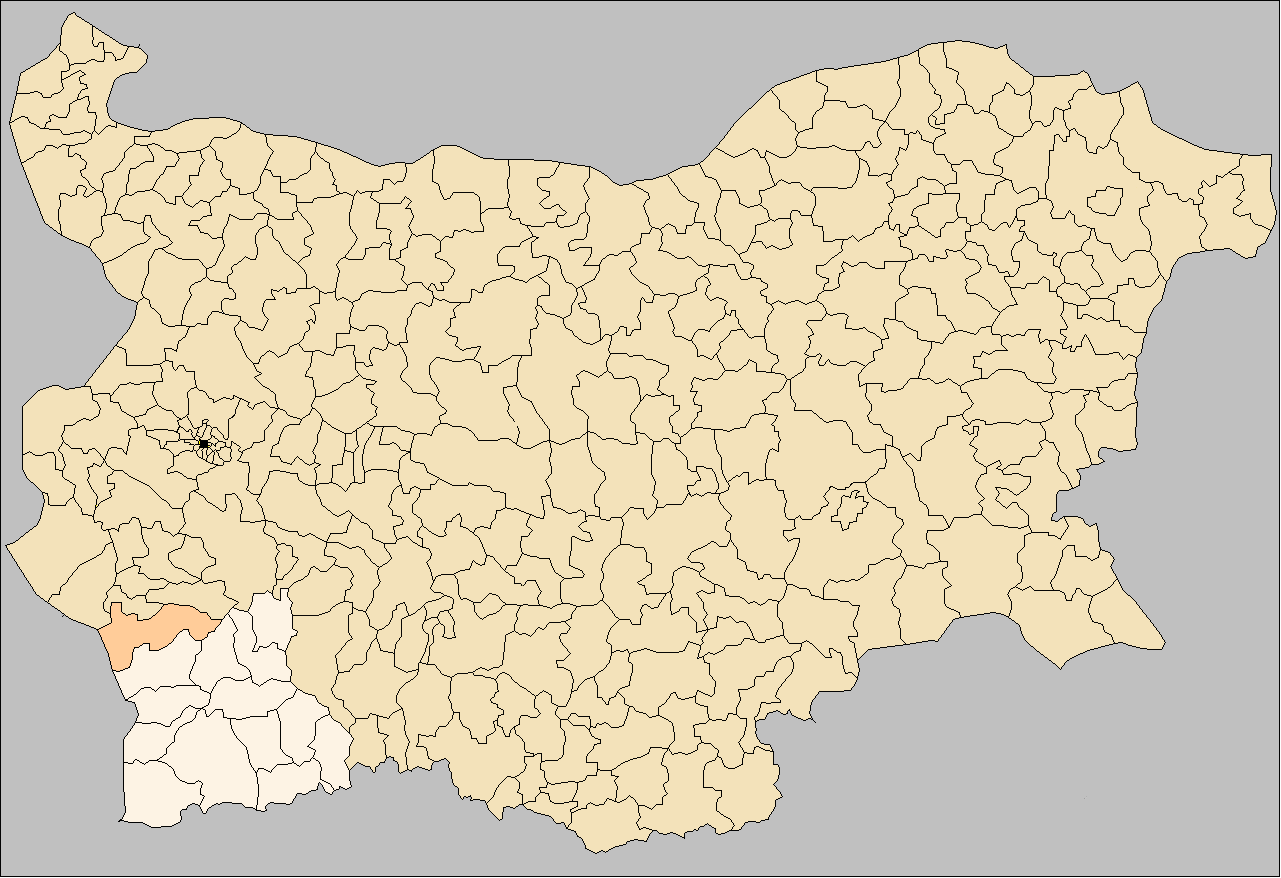

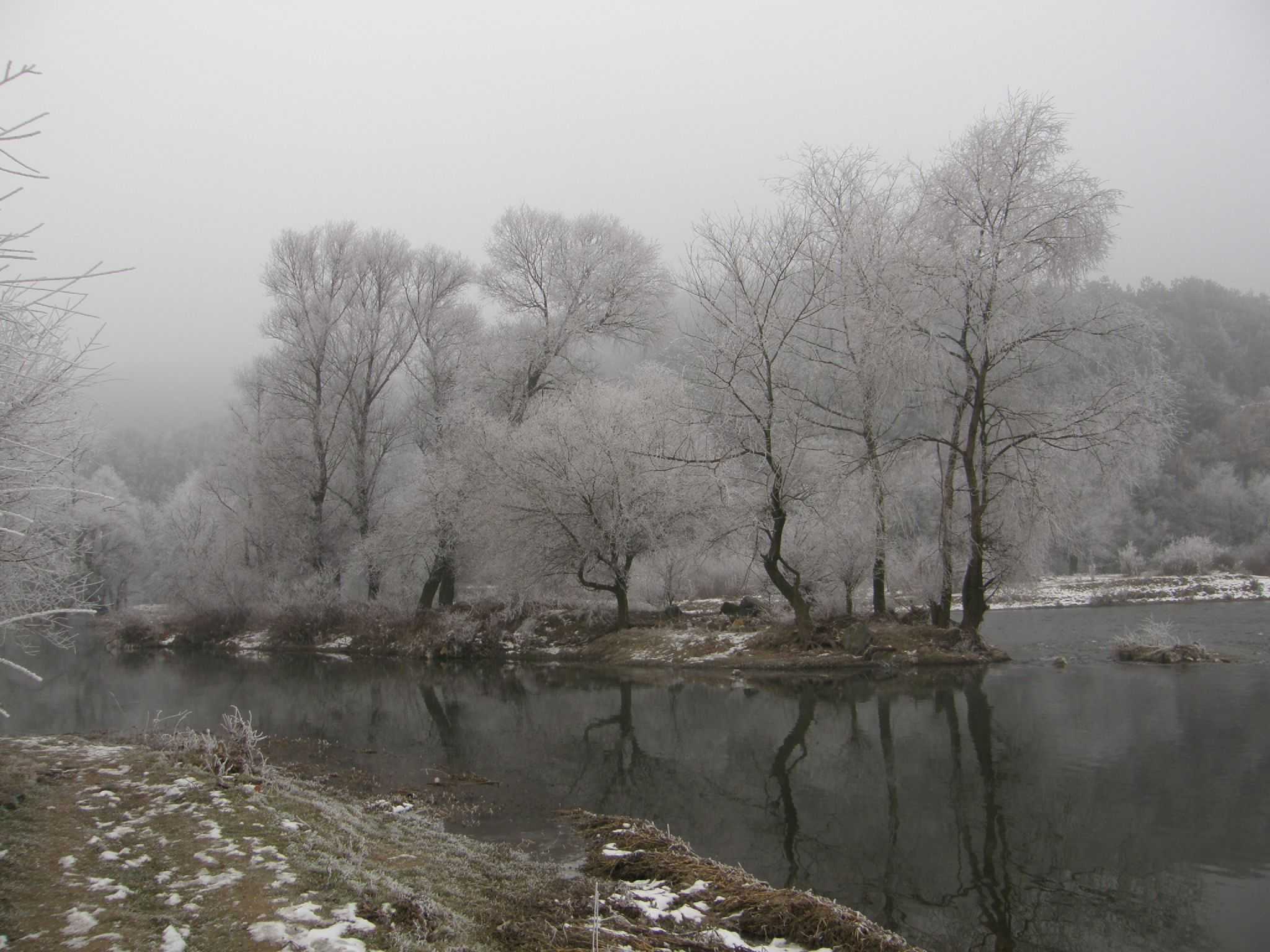

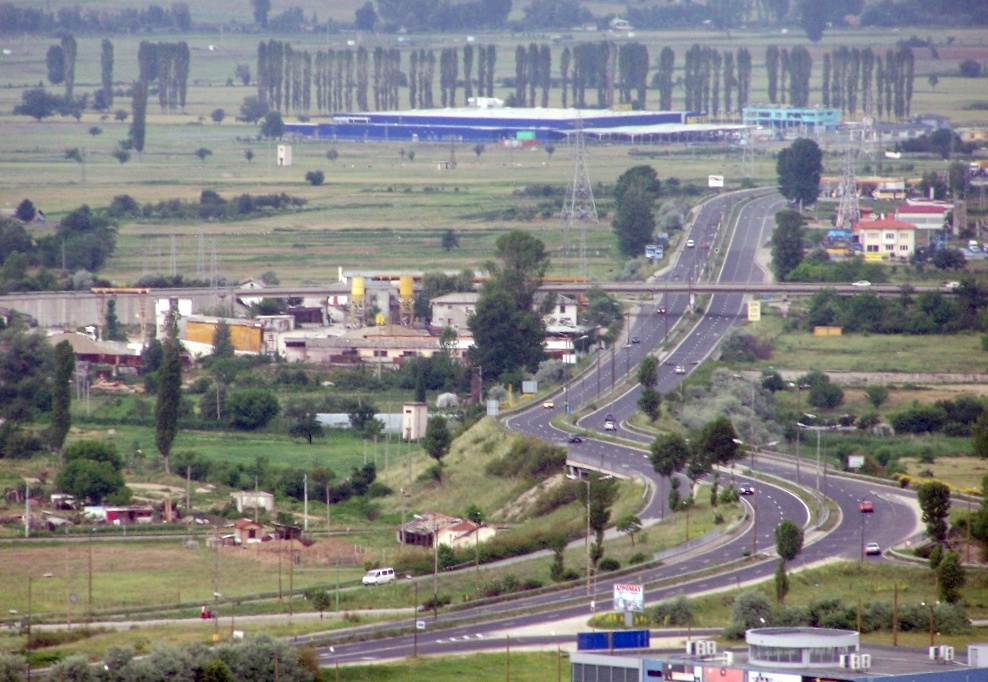

布拉戈耶夫格勒市鎮，是保加利亞西南部布拉戈耶夫格勒州的市鎮，行政中心为布拉戈耶夫格勒，面積620.12平方公里，海拔高度560米，2011年人口77,441，人口密度每平方公里124.88人。